# Monts Kinoumbou
Monts Kinoumbou är en bergskedja i Kongo-Brazzaville. Den ligger i departementet Bouenza, i den sydvästra delen av landet, 200 km väster om huvudstaden Brazzaville.